# Lambertus Johannes Toxopeus
Lambertus Johannes Toxopeus (* 8. September 1894 in Toeban, Bezirk Djapara-Rembang, Niederländisch-Indien; † 21. April 1951 in Bandung, Java) war ein niederländischer Entomologe, Lepidopterologe und Pflanzensammler. Seine Forschungsschwerpunkte waren die Schmetterlingsfamilien der Bläulinge (Lycaenidae) und der Dickkopffalter (Hesperiidae).

## Leben und Wirken
Bereits als Jugendlicher sammelte Toxopeus Schmetterlinge. Er studierte Biologie bei Professor Cornelis Jacob van der Klaauw (1893–1972) an der Universität von Amsterdam und nach seinem Master-Abschluss im Jahr 1920 arbeitete er ab 1923 als Lehrer. 1930 promovierte er mit der Dissertation De soort als functie van plaats en tijd, getoetst aan de Lycaenidae van het Australaziatisch gebied zum Doktor und zog zurück in seine Heimat Java, wo er in einer Reihe von Schulen als Lehrer tätig war. Während des Zweiten Weltkriegs war er als Reserveoffizier für die Bewachung des Flugplatzes Semplek bei Buitenzorg verantwortlich. Er geriet in Kriegsgefangenschaft und war in einem japanischen Konzentrationslager interniert. 1946 wurde er zum Dozent für Zoologie an der Universität von Batavia ernannt. Von 1947 bis 1949 kehrte er noch einmal zu einem Krankenurlaub in die Niederlande zurück. 1949 wurde er Professor für Zoologie an der Fakultät für Mathematik und Naturwissenschaften der Universität Bandung. Toxopeus war in erster Linie Schmetterlings- und Insektenkundler. Daneben sammelte er Pflanzen, darunter in den Jahren 1921 und 1922 während einer Expedition der Koninklijk Nederlands Aardrijkskundig Genootschap (KNAG, Königlich-niederländische Geographische Gesellschaft) und der Maatschappij ter Bevordering van het Natuurkundig Onderzoek der Nederlandsche Koloniën (MBNO, Treub-Gesellschaft) auf dem Malaiischen Archipel sowie bei einer weiteren Expedition im Jahr 1934 auf Sumatra. Von 1938 bis 1939 war er Teilnehmer an der dritten Expedition von Richard Archbold auf Neuguinea, wo er über 100.000 Insekten sammelte. 1949 machte er seine letzte Expedition nach der Vulkaninsel Krakatau. 
Neben seinen wissenschaftlichen Artikeln schrieb Toxopeus zahlreiche populärwissenschaftliche Beiträge für niederländisch-indische Zeitungen, darunter für das Algemeen Indisch Dagblad und De Vrije Pers.
Am 21. April 1951 kam er in Bandung auf Java bei einem Autounfall ums Leben.

## Dedikationsnamen
Toxopeus wird mit den Epitheta toxopeusi oder toxopei bei zahlreichen Insektentaxa geehrt. Alexei Djakonow (1907–1989) stellte 1955 die Schmetterlingsgattung Toxopeia aus der Familie der Rundstirnmotten (Glyphipterigidae) auf. Johannes Jacobus Smith, von 1922 bis 1924 Direktor des Botanischen Garten Buitenzorg, benannte die Pflanzenarten Rhododendron toxopei, Liparis toxopei und Eria toxopei nach Toxopeus. 1930 ehrte Hendrik Cornelis Siebers (1890–1949) Toxopeus im Artepitheton des Buruloris (Charmosyna toxopei). 1923 beschrieb Oldfield Thomas das Taxon Murina florium toxopei aus der Fledermausfamilie der Glattnasen von der Insel Buru, das jedoch heute als Synonym für die Nominatform gilt. Die 1924 von Ernst Hartert beschriebene Unterart Acrocephalus stentoreus toxopei des Stentorrohrsängers von der Insel Buru gilt gegenwärtig als Synonym der Form Acrocephalus stentoreus sumbae.

## Schriften (Auswahl)
- Lycaenidae Australasiae 1. New investigations on the genus Lycaenopsis Felder. Treubia 8: 365–375, 1926
- Verslag van de negen-en-fijftigste Wintervergadering der Nederlandsch-Indische Entomologische Vereeniging Ent. 69: lxix-lxxvi, 1927
- Eine Revision der javanischen, zu Lycaenopsis und verwandten Genera gehörigen Arten. Tijdschr. Ent. 70: 232–302, 1pl., 27 figs; ibid. 71: 179–265, 1927–1928
- Lycaenidae Australasiae 3. Treubia 9: 423–435, 1927
- Beschreibung einiger Schmetterlinge (Riodinidae und Lycaenidae) von Pulau Weh bei Sumatra. Lycaenidae Australasiae 5. Tijdschr. Ent. 72: 204–214, 1929
- De Riodinidae en Lycaenidae van het eiland Java (Lycaenidae Australasiae VI). Entomologisk tidskrift, 72: 215–244, 1929
- Lycaenidae Australasiae VII. Over Tajuria cippus (F.) (= longinus F.) en Pratapa blanka de Nic. Tijdschr. Ent. 72: 245–262, 1929
- De soort als functie van plaats en tijd, getoetst aan de Lycaenidae van het Australaziatisch gebied, 198 pp., 1930
- Over eenige Bijzonderheden van de west-javaansche fauna, die wijzen op haar hybride ontstaanswijze. Hand. Ned. -Ind. naturw. Cong. 6: 417–427, 1931
- Over eenige nieuwe of weinig bekende vlindersoorten. Verslagen van de Vergaderingen der Afdeeling Nederlandsch-Oost-Indië van de Nederlandsche Entomologische Vereeniging 1: lxvii–lxxvii, 1932
- Over Ruralis absolon (Hew.) Ent. Med. Ned.-Indie. 1: 33–36, 1935
- Over twee Lycaenidae: Celastrina lavendularis (Moore) en C. placidula (H. H. Druce). Ent. Meded. Ned. Ind. 4: 68–72, 1935
- Entomologische Notities uit Nieuw-Guinea. Ent. Med. Ned-Indie. 6: 17–21, 37–43, 1940